# Lust for Life (cântec)
„Lust for Life” este un cântec al interpretei americane Lana Del Rey în colaborare cu interpretul canadian The Weeknd. A fost publicat la data de 19 aprilie 2017 prin intermediul caselor de discuri Polydor Records și Interscope Records, ca și cel de-al doilea extras pe single al celui de-al cincilea album de același nume. Compoziția a fost scrisă și produsă de către artista însăși și Rick Nowels, cu compoziție suplimentară din partea lui The Weeknd și Max Martin și producție suplimentară din partea lui Dean Reid and Kieron Menzies.

## Videoclipul
Un videoclip audio oficial a fost lansat pe canalul Vevo al artistei în aceeași zi în care piesa a fost lansată. În care apare Tesfaye și Del Rey așezați pe marginea Însemnului hollywoodian ținându-se de mâini. Clipul conține interpolarea fotografiilor de pe trailerul albumului. A fost regizat de către Clark Jackson, care a regizat și trailerul albumului Lust for Life și care a produs videoclipul piesei „Love”.
Videoclipul oficial a fost lansat la data de 22 mai și a fost încărcat pe canalul Vevo al artistei. Videoclipul a fost regizat de către Rich Lee, care a regizat și videoclipul piesei „Love”. Billboard susține că videoclipul începe cu artista „într-un studio TV turcoaz purtând o rochie roșie și interpretând mișcări coregrafice simple cu doi dansatori în fundal, totul duce la o aventură pe, bineînțeles, Însemnul hollywoodian. Când piesa se mută spre refren, Del Rey se urcă pe niște scări care conduc spre partea de sus a literei «H» pe faimosul semn californian, unde Abel este acolo să o tragă spre vârf, literele devenind fundalul lor, până când Del Rey alunecă în jos pe litera «D» și intră într-un câmp de flori portocalii”. Camera se apropie, arătând pământul, cu lumini care formează un semn de pace, în spațiu.